# クリス・アギーラ
クリストファー・ルイス・アギーラ（Christopher Louis Aguila、1979年2月23日 - ）は、アメリカ合衆国・カリフォルニア州レッドウッドシティ出身の元プロ野球選手（外野手）。右投右打。

## 経歴

### プロ入り前
高校時代はリノにあるマックイーン高校でプレーし、同校の1シーズン最多本塁打記録を作った。3年時には高校の全米ファーストチームの指名打者に選出された。

### マーリンズ時代
1997年のMLBドラフトでフロリダ・マーリンズから三塁手として3巡目（全体96位）指名され、プロ入り。入団当初は若手有望株と期待されていたが、2シーズンをルーキー級、2シーズン半をA級及びA+級で過ごすことになった。
1999年途中で外野手にコンバートされた。
2001年はAA級ポートランド・シードッグスでプレーし、64試合で打率.257という成績だった。
2002年も引き続きポートランドでプレーし、打率.294という結果だった。
2003年はマーリンズが提携先を変えたため、引き続きAA級の所属となったもののチームはカロライナ・マドキャッツに変更。この年は93試合で打率.320という結果を残し、実力を証明したアギーラは翌年の2004年にはマーリンズのスプリングトレーニングに招待された。
アギーラは2004年の開幕メジャー入りは逃したものの、監督のジャック・マキーオンに印象を与えることになった。AAA級アルバカーキ・アイソトープスでは打率.312を残し、マーリンズでメジャー初昇格を果たす。この年は29試合の出場にとどまった。
2005年は開幕メジャー入りを果たした。ミゲル・カブレラ、フアン・ピエール、フアン・エンカーナシオン、ジェフ・コーナインに続く5番手の外野手としてプレー、しかし主な役割は代打となった。始めの2か月ではわずか16打数しか立てず、5月27日にはAAA級アルバカーキに降格した。AAA級アルバカーキでは正中堅手として起用され、35試合で打率.351・7本塁打・25打点と活躍し、7月7日にはジョシュ・ウィリンガムが故障者リスト入りしたことに伴いメジャーへ復帰した。この年の残りはマーリンズでプレーしたものの、引き続き代打としての起用が主で先発出場は12試合に終わり、そのほとんどが怪我のエンカーナシオンの代役としてのものだった。結局78打数で打率.244、本塁打ゼロ、4打点という結果でシーズンを終えたアギーラはこのオフはドミニカウインターリーグでプレーをした.。
2006年も開幕メジャー入りを果たした。ハーミダが控えの間、マーリンズがジョー・ボーチャードと契約するまでは右翼手として出場。ボーチャードと契約後はエリック・リードやレジー・アバークロンビーと中堅手を争うことになった（ウィリンガムは時々捕手として出場したものの、ほとんどは左翼手として出場）。リードは35打数4安打と不調だったためにAAA級アルバカーキへ降格したものの、その間にアバークロンビーは11試合連続安打を放ち、アギーラは出場機会を奪われ、5月3日以降の16試合で先発はわずか3試合だった。5月26日にはシンシナティ・レッズからコディ・ロスをトレードで獲得、そのためアギーラはAAA級アルバカーキへ降格することになった。3Aアルバカーキでは打率.383（47打数18安打）・1本塁打・13得点を記録し、ウィリンガムが故障者リスト入りしたためにマーリンズへ昇格した。その後再びAAA級アルバカーキに降格したがマイナーのシーズン終了後は再び昇格し、8試合で9打数3安打という内容だった。先発出場は1試合も無かったものの、フィラデルフィア・フィリーズ戦では二塁打を含む3打数2安打と活躍し、このシーズン最後の勝利に貢献した。オフの10月13日、マーリンズはアギーラのメジャー契約を解除した。

### パイレーツ傘下時代
2006年12月10日にピッツバーグ・パイレーツとキャンプ招待選手としてマイナー契約を結んだ。しかし開幕メジャー入りは果たせず、この年は傘下のAAA級インディアナポリス・インディアンズで過ごすことになった。

### メッツ時代
2008年は3月にニューヨーク・メッツとマイナー契約し、傘下のAAA級ニューオーリンズ・ゼファーズでプレーした。6月11日にエイブラハム・ヌニェスが戦力外になったことに伴い、メジャー昇格。しかし3試合に出場しただけで戦力外となった。再びメジャー昇格するものの、7月11日にまたも戦力外となり、7月15日にはそのままAAA級ニューオーリンズに降格した。シーズン終了後にFAとなった。

### ホークス時代
2008年11月23日に福岡ソフトバンクホークスがアギーラの獲得を発表した。
2009年2月5日、春季キャンプを張っていたチームに合流し、同日に入団会見も行った。キャンプでは走攻守3拍子揃ったところを見せて首脳陣から大きく期待され、その後右膝を痛めてやや出遅れたが、オープン戦終盤に2本塁打を打つなど、シーズンに向けて調子を上げているかに見えた。
ところが、シーズンに入ると極度の打撃不振に陥り、松田宣浩が離脱して固定できていなかった3番に入る試合もあったが、全く結果を残せずに4月17日に2軍落ち。その後、前年まで千葉ロッテマリーンズに在籍していたホセ・オーティズが加入し一旦外国人枠は埋まったが（この年のソフトバンクの外国人枠は基本的に投手3・野手1である）、アギーラが2軍で好成績を残したこと、開幕当初先発ローテーションに入っていたキャメロン・ローが2軍落ちして枠が1つ空いたことに伴い、5月15日に再昇格した。
だが、ここでも4試合でわずか1安打と不振で、5月21日に再度登録抹消。その後はジャスティン・ジャマーノがローテ入りしたこともあって1軍昇格がないまま、8月31日に帰国し12月2日限りで退団が決まった。

### ブルージェイズ傘下時代
ソフトバンクを退団後、トロント・ブルージェイズとマイナー契約した。

### マーリンズ傘下時代
2012年まで古巣マイアミ・マーリンズ傘下のマイナーリーグでプレーしていた。

### ボローニャ時代
2013年は、イタリアンベースボールリーグのフォルティチュード・ボローニャでプレーしていたが、6月10日に解雇された。
2016年2月に第4回WBC予選のフィリピン代表に選出された。

## 詳細情報

### 年度別打撃成績
| 年 度    | 球 団        | 試 合 | 打 席 | 打 数 | 得 点 | 安 打 | 二 塁 打 | 三 塁 打 | 本 塁 打 | 塁 打 | 打 点 | 盗 塁 | 盗 塁 死 | 犠 打 | 犠 飛 | 四 球 | 敬 遠 | 死 球 | 三 振 | 併 殺 打 | 打 率 | 出 塁 率 | 長 打 率 | O P S |
| -------- | ------------ | ----- | ----- | ----- | ----- | ----- | -------- | -------- | -------- | ----- | ----- | ----- | -------- | ----- | ----- | ----- | ----- | ----- | ----- | -------- | ----- | -------- | -------- | ----- |
| 2004     | FLA          | 29    | 48    | 45    | 10    | 10    | 2        | 1        | 3        | 23    | 5     | 0     | 0        | 1     | 0     | 2     | 0     | 0     | 12    | 0        | .222  | .255     | .511     | .766  |
| 2005     | FLA          | 65    | 81    | 78    | 11    | 19    | 3        | 0        | 0        | 22    | 4     | 0     | 1        | 0     | 0     | 3     | 0     | 0     | 19    | 0        | .244  | .272     | .282     | .554  |
| 2006     | FLA          | 47    | 104   | 95    | 5     | 22    | 8        | 1        | 0        | 32    | 7     | 2     | 1        | 0     | 0     | 9     | 1     | 0     | 26    | 2        | .232  | .298     | .337     | .635  |
| 2008     | NYM          | 8     | 15    | 12    | 0     | 2     | 0        | 0        | 0        | 2     | 0     | 0     | 0        | 1     | 0     | 2     | 0     | 0     | 4     | 1        | .167  | .286     | .167     | .452  |
| 2009     | ソフトバンク | 14    | 48    | 42    | 0     | 4     | 0        | 0        | 0        | 4     | 0     | 0     | 0        | 0     | 0     | 6     | 0     | 0     | 16    | 3        | .095  | .208     | .095     | .304  |
| MLB：4年 | MLB：4年     | 149   | 248   | 230   | 26    | 53    | 13       | 2        | 3        | 79    | 16    | 2     | 2        | 2     | 0     | 16    | 1     | 0     | 61    | 3        | .230  | .280     | .343     | .624  |
| NPB：1年 | NPB：1年     | 14    | 48    | 42    | 0     | 4     | 0        | 0        | 0        | 4     | 0     | 0     | 0        | 0     | 0     | 6     | 0     | 0     | 16    | 3        | .095  | .208     | .095     | .304  |

### 記録
NPB
- 初出場・初先発出場：2009年4月3日、対オリックス・バファローズ1回戦（福岡Yahoo! JAPANドーム）、6番・中堅手で先発出場
- 初打席：同上、2回裏に小松聖から三塁ゴロ併殺打
- 初安打：2009年4月4日、対オリックス・バファローズ2回戦（福岡Yahoo! JAPANドーム）、9回裏に加藤大輔から右前安打

### 背番号
- 3 （2004年 - 2006年）
- 29 （2008年）
- 4 （2009年、2013年）